# Екран і життя
«Екран і життя» — українська багатотиражна газета про кіно. Газета була друкованим органом парткому, фабкому, комітету комсомолу та дирекції Київської кіностудії ім. Довженка.
Газета почала видаватись з 1929 року під назвою «Об'єктив». У 1933 була перейменована у «За більшовицький фільм». З початком німецько-радянської війни 1941 року газета припинила виходити. Відновила діяльність у 1956 році під назвою «За радянський фільм». 1971 року газета припинила видаватися, а 1975 її видання було відновлено під назвою «Екран і життя».  Видання газети припинилось у грудні 1990 року.  
Газета виходила раз на тиждень. За весь час було видано 1876 номерів. Серед авторів видання були Фількевич М. О., Кудін В. О., Брайчевський М. Ю.. До газети виходили додатки «Технічна сторінка» (1957—1959), «Літературна сторінка» (1963, 1969); «Дозор» (1967);  «Молодий Довженківець» (1977, 1987, 1988).

## Редактори
- Антоненко О. (1981–1990) ;
- Борщов В. А. (1966–1968) [2];
- Вишинський С. (1956–1959) ;
- Жуков В. (1975, 1976) ;
- Ковтун В. Г. (1975) ;
- Козлов Л. (1967) ;
- Котовець О. І. (1958) ;
- Косничук Е. А. (1982) ;
- Кушко Ів. (1958) ;
- Маслюков О. С. (1956) ;
- Махненко Ю. (1977) ;
- Медведєв Т. О. (1958–1960) ;
- Олійник О. (1976–1980) ;
- Остахнович С. (1965) ;
- Панасюк В. (1980) ;
- Сизоненко О. (1964, 1965) ;
- Силіна В. (1965, 1966) ;
- Скуратов М. (1978) ;
- Сосюра В. В. (1963, 1964) ;
- Татков І. А. (1980, 1981) ;
- Ткач М. (1964) ;
- Чорний В. К. (1956, 1957, 1975, 1979)